# 新北里 (臺南市)
新北里是一個位於臺灣臺南市新營區的里，劃為24鄰，與新南里同於1998年由民生里析置。

## 範圍
新北里北以王公廟中排與護鎮里相望、東以三興街與三仙里為鄰、南以民治路與民生里為界、西則以新北街與新南里接壤。